# Cathédrale Saint-Aubain de Namur
Pour les articles homonymes, voir Saint-Aubin.
 (juin 2024).
La cathédrale Saint-Aubain située à Namur (Belgique) est un édifice religieux catholique de style néo-classique qui est l'église épiscopale et siège du diocèse de Namur (Belgique). Remplaçant une collégiale du XIe siècle devenue cathédrale en 1559 et sise sur la place Saint-Aubain, la cathédrale fut construite à partir de 1751, son édification se terminant en 1767. La consécration eut lieu le 20 septembre 1772. Son saint patron est Alban de Mayence. Elle est inscrite au patrimoine majeur de Wallonie.

## Historique

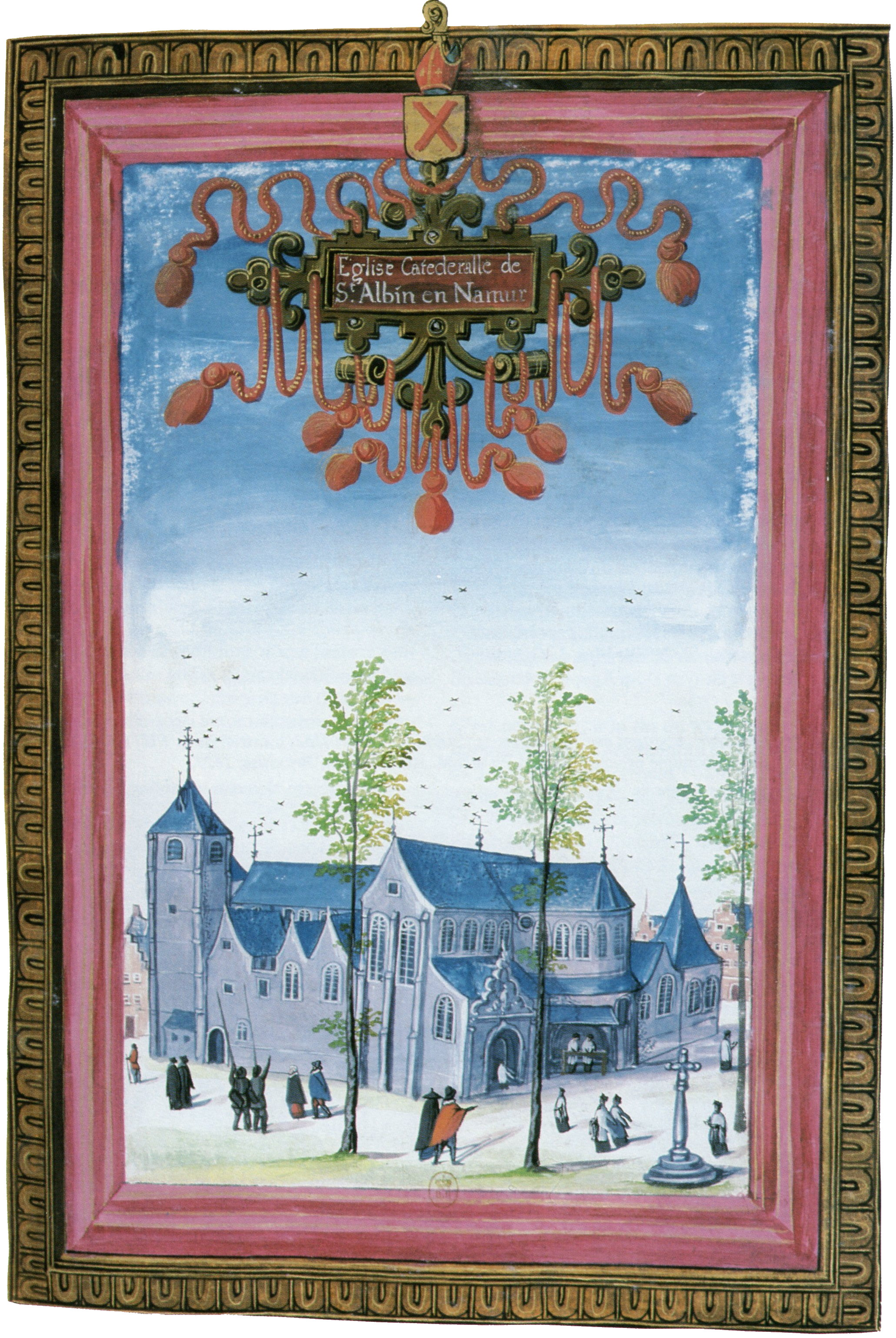
L'ancienne cathédrale Saint-Aubain, en 1604 (Album de Croÿ)

### Fondation du Chapitre Saint-Aubain (1047-1051)
La fondation du chapitre Saint-Aubain fut initiée par Albert II de la maison comtale de Namur, entre 1047 et 1051. Originellement situé hors des murs de la ville (la troisième enceinte l'englobera entre le XIIIe et XIVe siècles), l'édifice était intégré dans un faubourg comprenant notamment le logement des chanoines et leurs lieux de réunion, un petit quartier de servants attachés au collège et un cimetière. Peut-être ce quartier a-t-il même disposé d'une enceinte, réellement efficace ou seulement symbolique.

### Érection du Diocèse de Namur (1559)
Le 12 mai 1559, le pape Paul IV crée le diocèse de Namur. Le premier évêque, un dominicain du nom d'Antoine Havet, est sacré en 1562. Il choisit pour cathédrale la collégiale Saint-Aubain, fondée en 1047, dont il subsiste encore une ancienne tour datant du XIIIe siècle (rehaussée d'une flèche en 1648).

### Reconstruction de la Cathédrale (1740-1772)
En 1740, de grosses inondations endommagent la cathédrale considérée comme démodée, trop petite et déjà modifiée plusieurs fois. Le chapitre et l'évêque Paul-Godefroi de Berlo de Franc-Douaire décident alors d'en faire construire une nouvelle. Ils s'adressent à Gaetano Matteo Pisoni, architecte italien qui a reconstruit le Palais de Charles de Lorraine à Bruxelles.
Les travaux, confiés à Jean-Baptiste Chermanne, consistent à unir la tour surélevée en 1648, seule partie conservée de l'ancienne collégiale, et l'église paroissiale Saint-Jean l'évangéliste en une seule construction surmontée d'une grande coupole. La première pierre est posée le 24 juin 1751. La nouvelle cathédrale est terminée seize ans plus tard, la construction de la coupole ayant posé quelques problèmes. La consécration a lieu cinq ans après, le 20 septembre 1772. A peine terminée, la cathédrale fut fermée au culte catholique et durant la période troublée des temps révolutionnaires elle fut utilisée comme temple de la Loi.

### Au XIXe siècle
Au XIXe siècle la cathédrale s'enrichit considérablement de mobiliers et d'œuvres d'art provenant d'abbayes, églises ou anciens couvents fermés ou disparus durant la Révolution.  Réalisée en calcaire de Seilles, la façade s'effrite au XIXe siècle, et est entièrement reconstruite peu avant 1900, de manière plus austère.

### Rénovation récente (depuis 2012)
Depuis septembre 2012, certains éléments du bâtiment menacent de s'effondrer et de chuter sur la voie publique, raison pour laquelle un barriérage est installé aux abords de l'édifice. Plusieurs ornements sont démontés préventivement. En août 2016, il est annoncé que 12 millions d'euros sont débloqués par la région wallonne afin de mener à bien des travaux de rénovation. À cela, viennent s'ajouter 2,1 millions d'euros des provinces de Namur et de Luxembourg.

## Statut patrimonial
La cathédrale fait l'objet d'un classement au titre des monuments historiques de Wallonie depuis le 15 janvier 1936 sous la référence 92094-CLT-0007-01 et l'ensemble de la cathédrale à l'exception de l'orgue de chœur et de la partie instrumentale de l'orgue de tribune figure depuis le 12 mai 2022 sur la liste du patrimoine exceptionnel de Wallonie sous la référence 92094-PEX-0003-04.

## La cathédrale

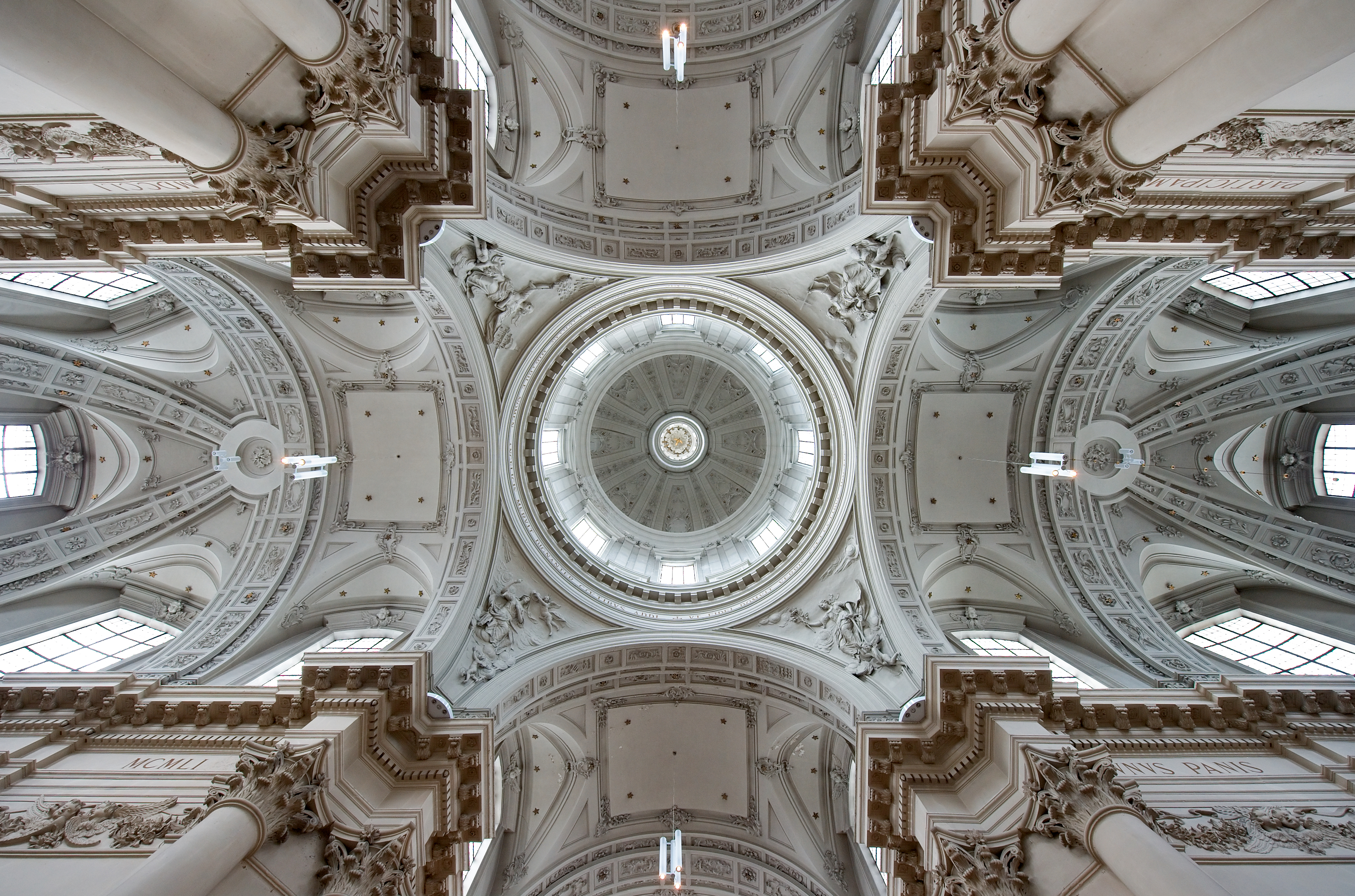
Le plafond de la nef de la cathédrale

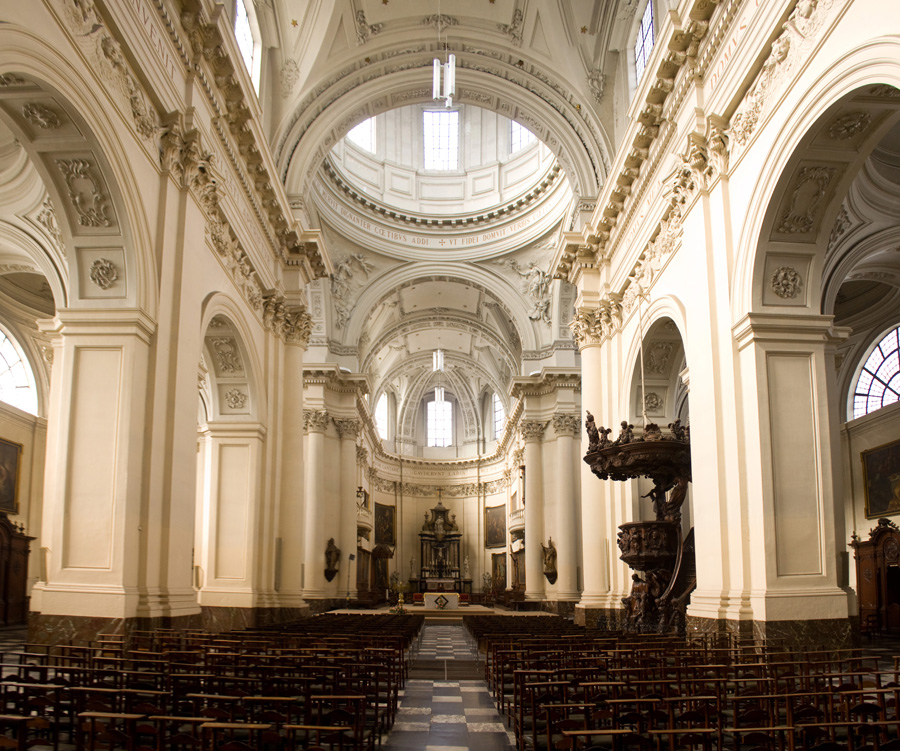
La nef.

La cathédrale Saint-Aubain est d'un style combinant le baroque, le rococo et l'architecture classique, comme beaucoup d'édifices du milieu du XVIIIe siècle. L'architecte italo-suisse, Pisoni, bâtira une autre cathédrale du même style, à Soleure (Suisse), en 1763, avec de plus gros moyens. La cathédrale de Namur n'est pas orientée d'Est en Ouest comme le voulait la tradition architecturale chrétienne (l'usage s'étant perdu dès le XVIe siècle), mais bien d'Ouest en Est. Au sol, elle forme une croix latine. Les bras du transept, peu saillants, sont arrondis, tout comme l'abside.

### Extérieur
La façade (arrondie sur la largeur du vaisseau central, plate sur la largeur des bas-côtés) est ornée de vingt colonnes corinthiennes et sommée, dans sa partie centrale, par un fronton circulaire percé d'un oculus. La façade est surmontée de cinq statues, représentant Jésus et quatre de ses apôtres. Deux niches abritant des statues et trois médaillons ornent le registre inférieur. Trois entrées, surmontées de frontons circulaires, sont percées. La principale (et centrale) donne dans la nef et les deux secondaires dans les bas-côtés. À l'origine, la façade devait être encadrée de deux tours, mais cette idée fut abandonnée. Les façades des côtés sont en briques, extrêmement sobres, et contrastent avec la façade avant.

### Intérieur

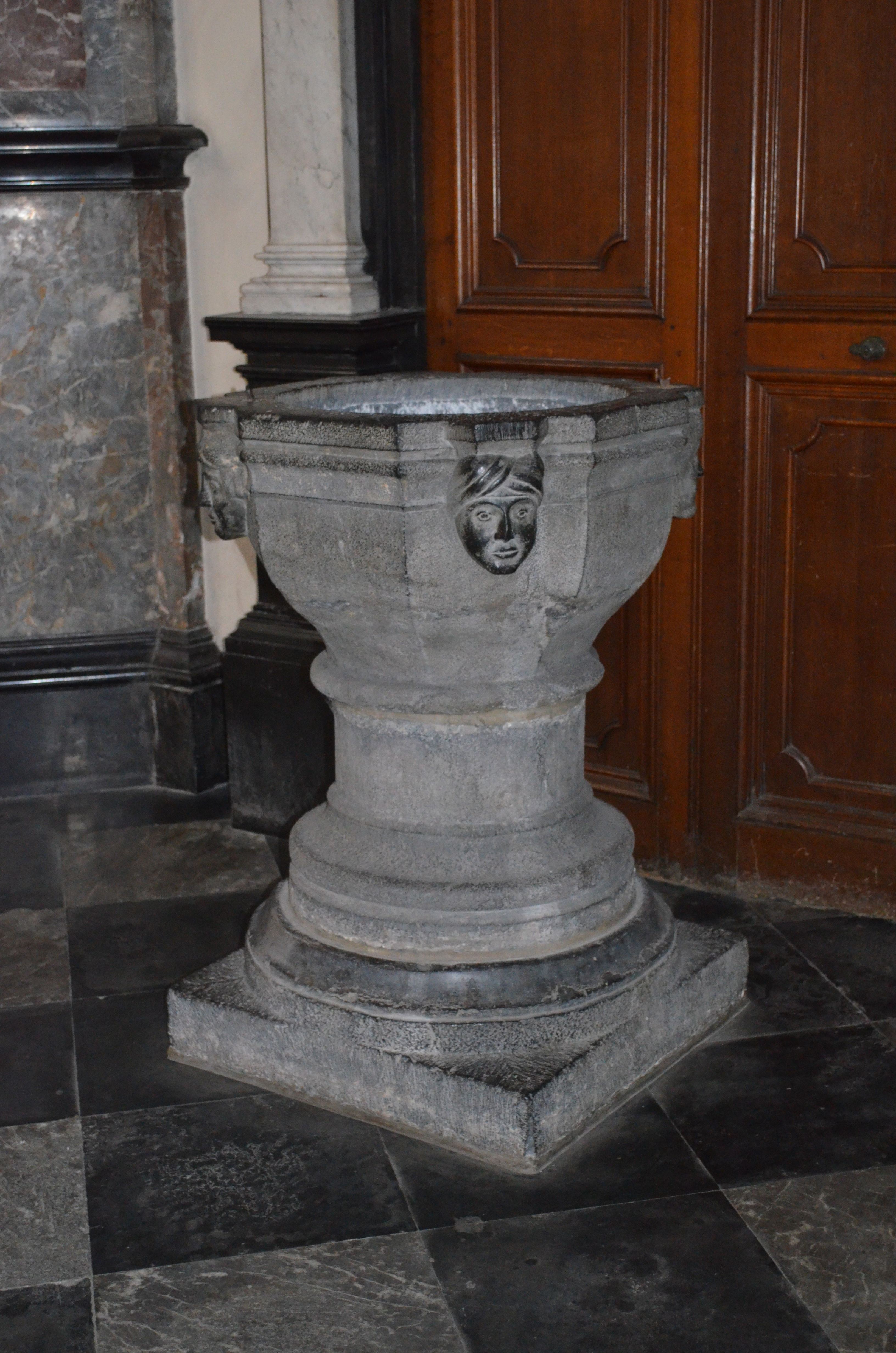
Les fonts baptismaux

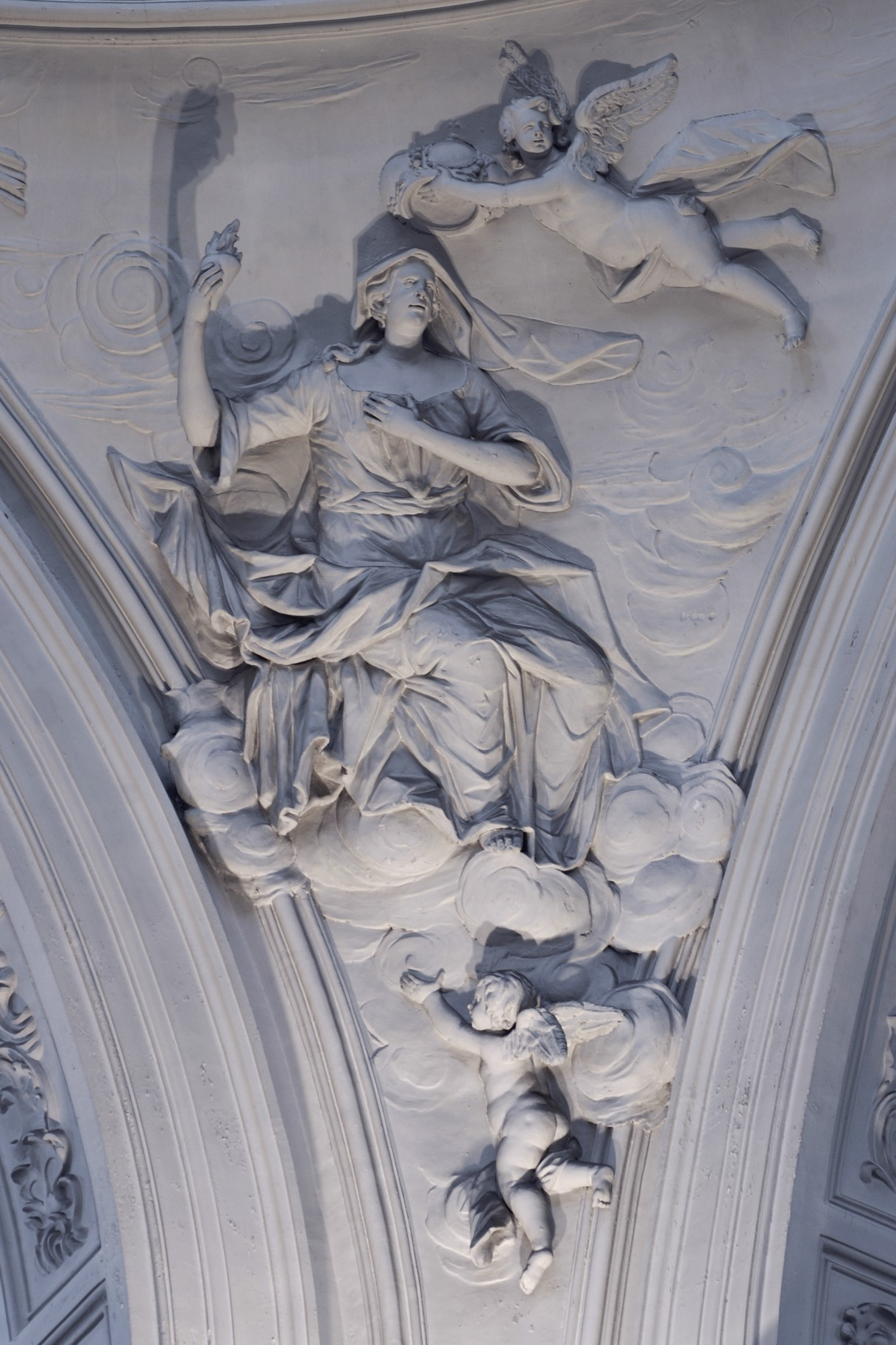
Allégorie représentant la 'Charité', au-dessus des pilastres, sous le tambour.

La longueur totale du bâtiment est de 78 mètres, celle du chœur de 29 mètres. La largeur de la nef, du transept et du chœur est de 17 mètres et leur hauteur de 24 mètres. Les bas-côtés ont 6 mètres de largeur. La hauteur intérieure de la coupole et de son lanterneau est de 70 mètres environ.
Le décor intérieur est réalisé en stuc. Il contient des peintures d'Antoine Van Dyck, de Jacob Jordaens et de Jacques Nicolaï, un frère jésuite dinantais formé à l'école de Rubens, et des fonts baptismaux romans.

#### Bas-côtés
Les bas-côtés sont construits selon une travée carrée répétée trois fois. Chacune d'elles est couverte par une coupole sur pendentifs sans tambour, éclairée par une baie percée dans l'arc en plein cintre du mur extérieur et ouverte sur trois côtés. Les bas-côtés se prolongent au-delà du transept par une quatrième répétition du plan carré, qui n'est ouverte que vers le transept. Éclairés par des baies semi-circulaires percées dans les arcs en plein cintre, ils sont par ailleurs meublés de confessionnaux surmontés de toiles de Jacques Nicolaï et de N. Roose. Dans les travées situées au-delà du transept, le long du chœur, se tiennent des chapelles provenant de l'ancienne cathédrale. La chapelle de Notre-Dame des Sept Douleurs, datant de 1650 et ornée d'une statue du liégeois G. Coquelet est installée au nord. La chapelle de Saint-Aubain, datant de 1655 et auparavant appelée chapelle de Sainte-Hélène et de la Vraie Croix est sise au sud.

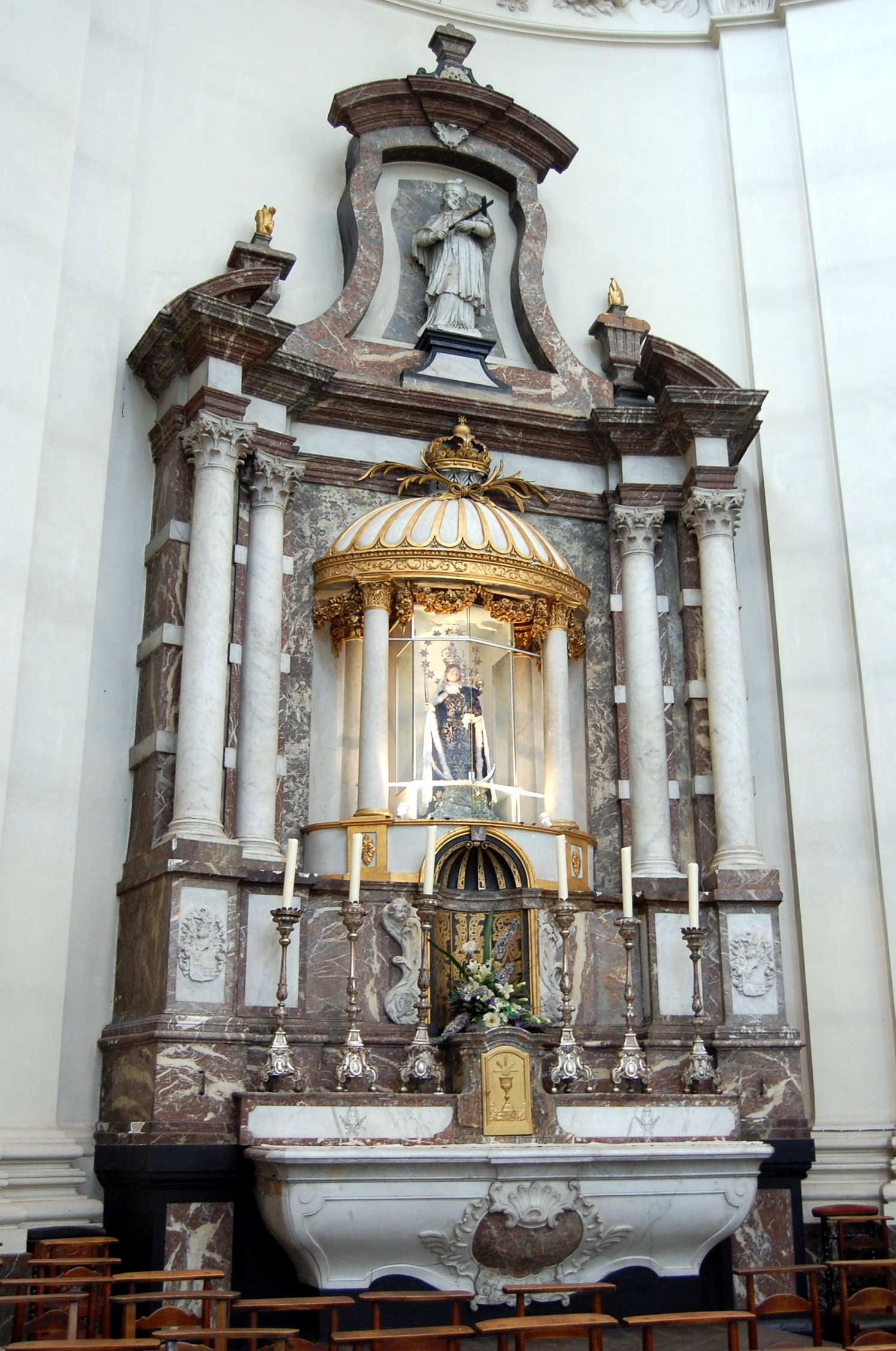
Un des autels latéraux
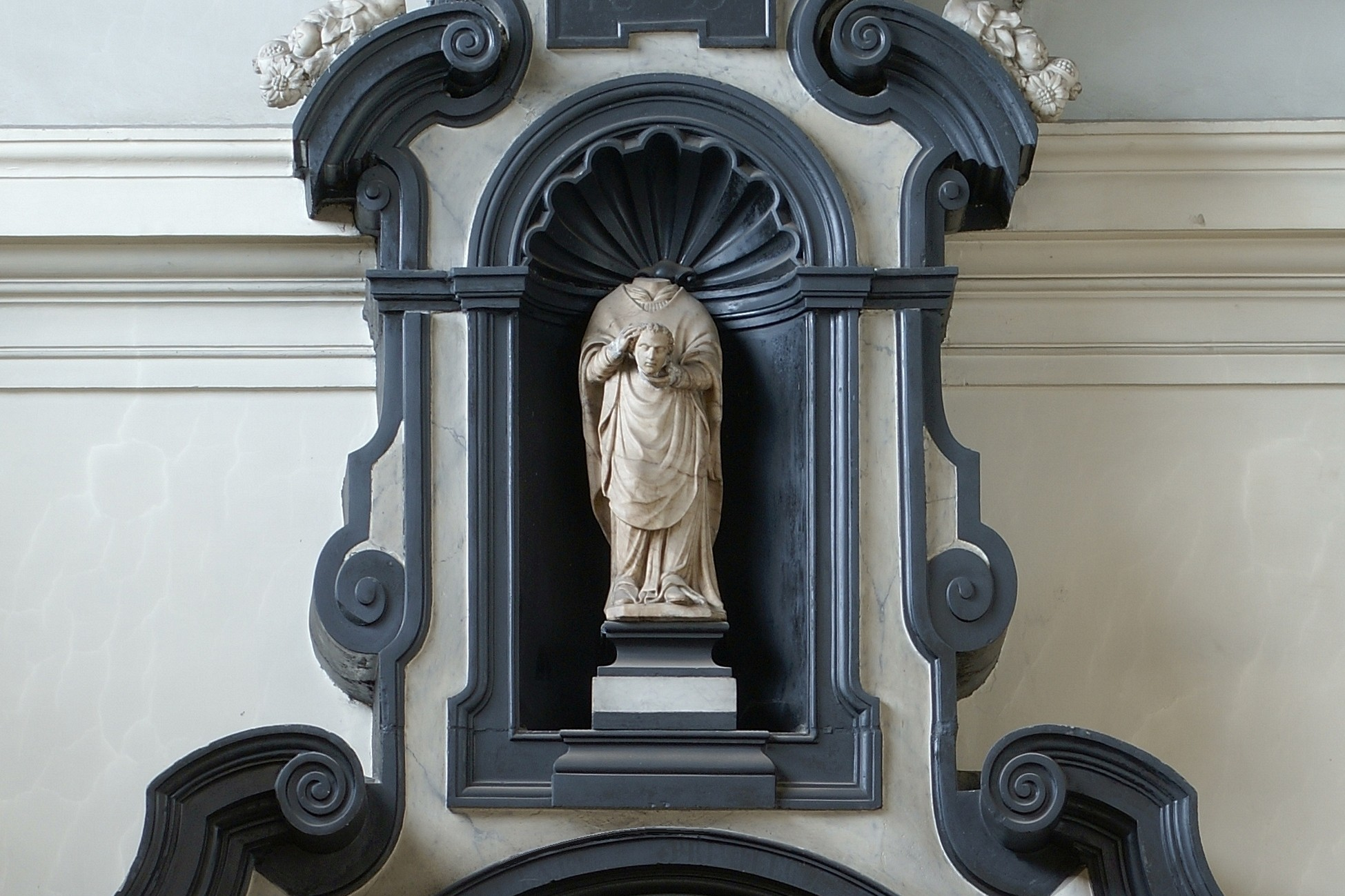
Détail de l'autel Saint-Aubain de 1655. Aubain tient sa tête en mains (Représentation symbolique de sa décapitation).
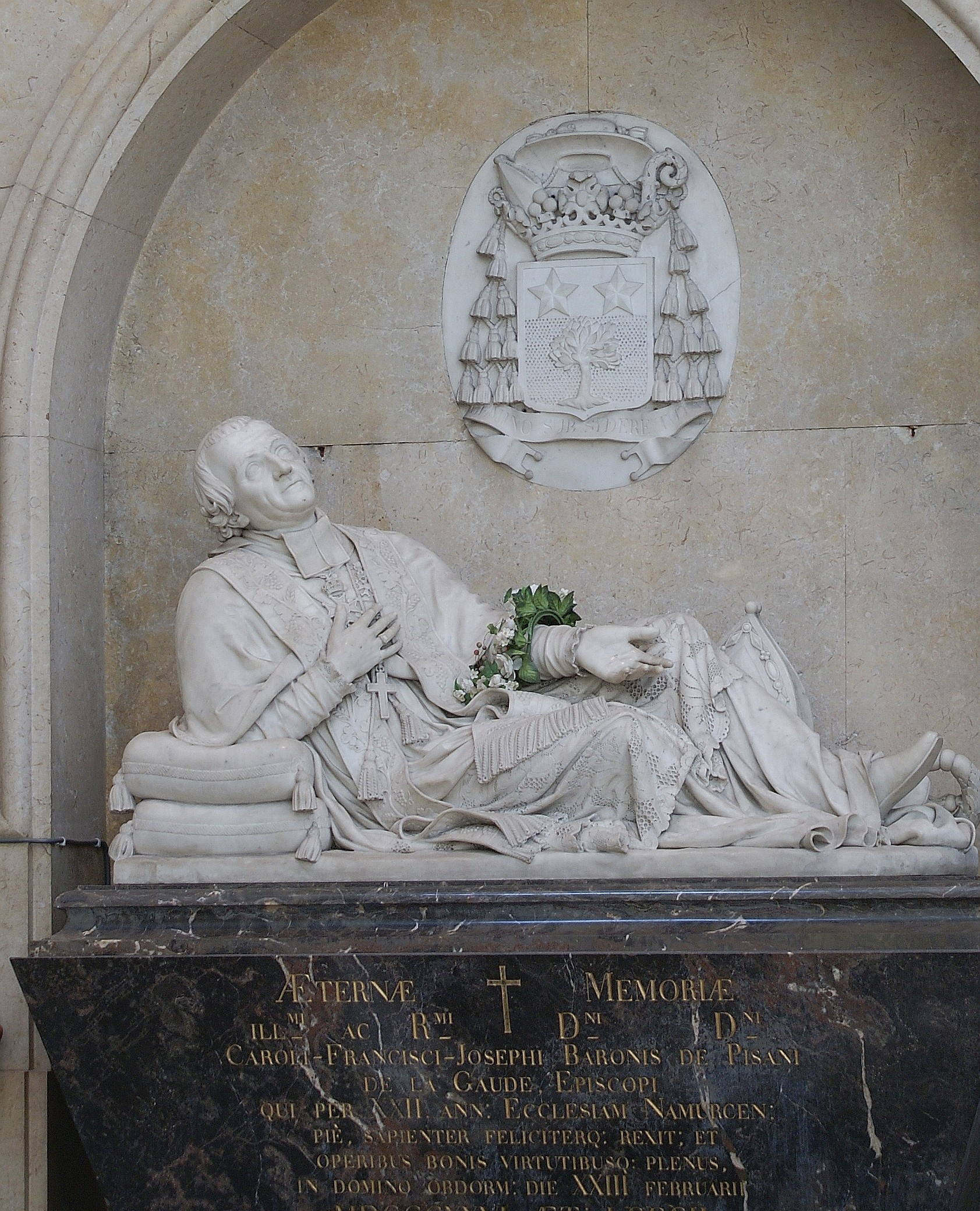
Mausolée de Mgr. Charles-François Pisani de la Gaude († 1826).

#### Croisée du transept
À la croisée du transept se situe l'autel, sous la coupole. Les quatre piliers qui en soutiennent le tambour sont flanqués de colonnes corinthiennes, et portent des statues des quatre Pères de l'Église, œuvres de Laurent Delvaux. Saint Jérôme, sur le pilier sud-est, est représenté en ermite, une Bible dans les mains ; son chapeau d'évêque et un lion sont représentés à ses côtés. Saint Grégoire, ornant le pilier sud-ouest, porte les habits pontificaux et la tiare, un livre dans la main gauche et une plume dans la droite, la colombe du Saint-Esprit sur son épaule droite. Le pilier nord-ouest est occupé par saint Ambroise, habillé en évêque, portant un livre et la crosse, une ruche à ses côtés. Enfin, saint Augustin occupe le pilier nord-est, représenté en évêque, un livre dans la main droite et un cœur enflammé dans la gauche.
Les pendentifs qui surmontent les piliers sont ornés d'allégories, en bas-relief, des vertus théologales et de la religion. Celle-ci est située au sud-est, et montre une femme tenant un encensoir, encadrée par le soleil et une représentation de la cathédrale Saint-Aubain. L'allégorie de la foi, au nord-est, est une femme dont les yeux sont bandés, pourtant une croix de la main gauche, s'appuyant sur une colonne tenue par un ange de la droite, et accompagnée de la tiare pontificale. Au nord-ouest, l'espérance est une femme tenant une ancre et un rameau d'olivier. La charité, sur le pendentif du sud-ouest, est une femme tenant un cœur enflammé, couronnée par un ange.

#### Transept
Les bras du transept sont formés d'une travée similaire à celles de la nef et d'une abside semi-circulaire semblable à celle du chœur. Ils sont dominés par deux autels secondaires, celui du Saint-Sacrement au nord et celui de la chapelle de l'Immaculée au sud. L'autel du Saint-Sacrement est protégé par une grille datant de 1744 et provenant de l'abbaye de Gembloux, qui empêchait auparavant l'accès au chœur, avant d'être déplacée dans le cadre de la réorganisation liturgique édictée par le concile Vatican II, le maître-autel « sortant » du chœur pour se retrouver à la croisée du transept.

#### L'orgue

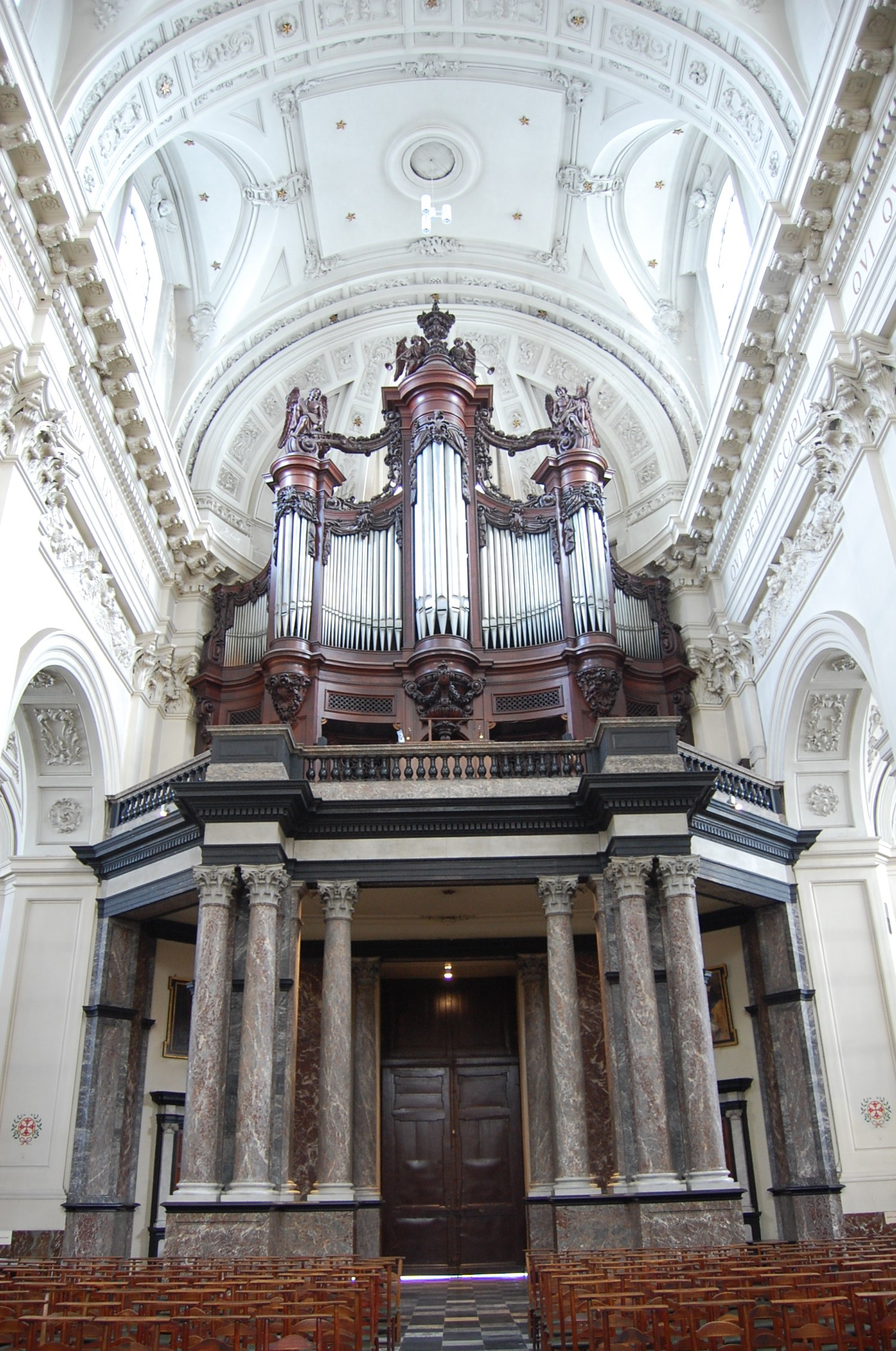
L'orgue, vue générale

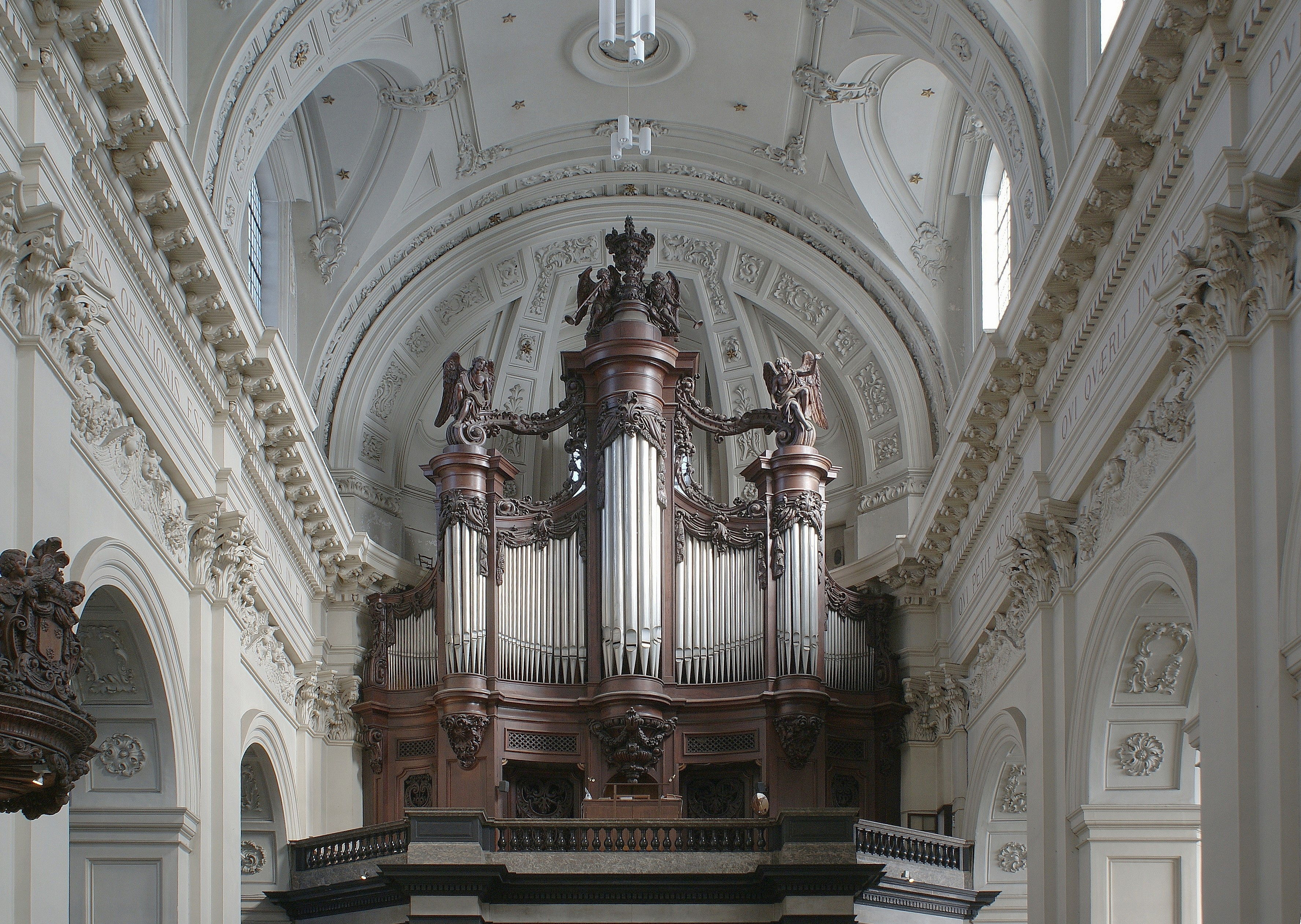
Orgue avec gravures sur bois de Karel Geerts

L'origine de l'orgue remonte aux années 1844 à 1849 quant au buffet monumental, construit par le facteur Wilhelm Korfmacher et qui a été conservé ; l'instrument comportait environ 50 jeux sur trois claviers manuels et un pédalier. Il a été plusieurs fois rénové au cours des années et complètement reconstruit dans les années 1964-1968. Il possède aujourd'hui 60 jeux répartis sur quatre claviers manuels et pédalier.      
Composition'
| Grand Orgue C–g3  |
| Montre 16′        |
| Montre 8′         |
| Flûte 8′          |
| Principal 4′      |
| Flûte à fuseau 4′ |
| Quinte 2' 2/3     |
| Doublette 2′      |
| Cornet V          |
| Fourniture V      |
| Cymbale III       |
| Basson 16′        |
| Trompette 8′      |
| Clairon 4′        |

| Récit expressif C–g3  |
| Bourdon 16′           |
| Principal 8′          |
| Bourdon 8′            |
| Salicional 8′         |
| Voix céleste 8′       |
| Principal 4′          |
| Flûte à cheminée 4′   |
| Quinte bouchée 2' 2/3 |
| Nazard 2′             |
| Tierce 1' 3/5         |
| Septième 1' 1/7       |
| Plein-jeu VI          |
| Douzaine 16′          |
| Hautbois 8′           |
| Musette 4′            |

| Positif expressif C–g3 |
| Flûte à cheminée 8′    |
| Quintaton 8′           |
| Principal 4′           |
| Cor de chamois 4′      |
| Sesquialtère II        |
| Octave 2′              |
| Flûte à fuseau 2′      |
| Fourniture III         |
| Cymbale II             |
| Voix humaine 8′        |
| Chalumeau 4′           |

| Pectoral C–g3       |
| Bourdon 8′          |
| Flûte à cheminée 4′ |
| Principal 2′        |
| Sifflet 1′          |
| Terzian II          |
| Cymbale III         |
| Cromorne 8′         |

| Pédale C–f1     |
| Bourdon 32′     |
| Montre 16′      |
| Soubasse 16′    |
| Principal 8′    |
| Flûte 8′        |
| Quinte 5' 1/3   |
| Octave basse 4′ |
| Cor de nuit 2′  |
| Plein-jeu IV    |
| Bombarde 16′    |
| Trompette 8′    |
| Clairon 4′      |
| Zink 2′         |

#### La chaire

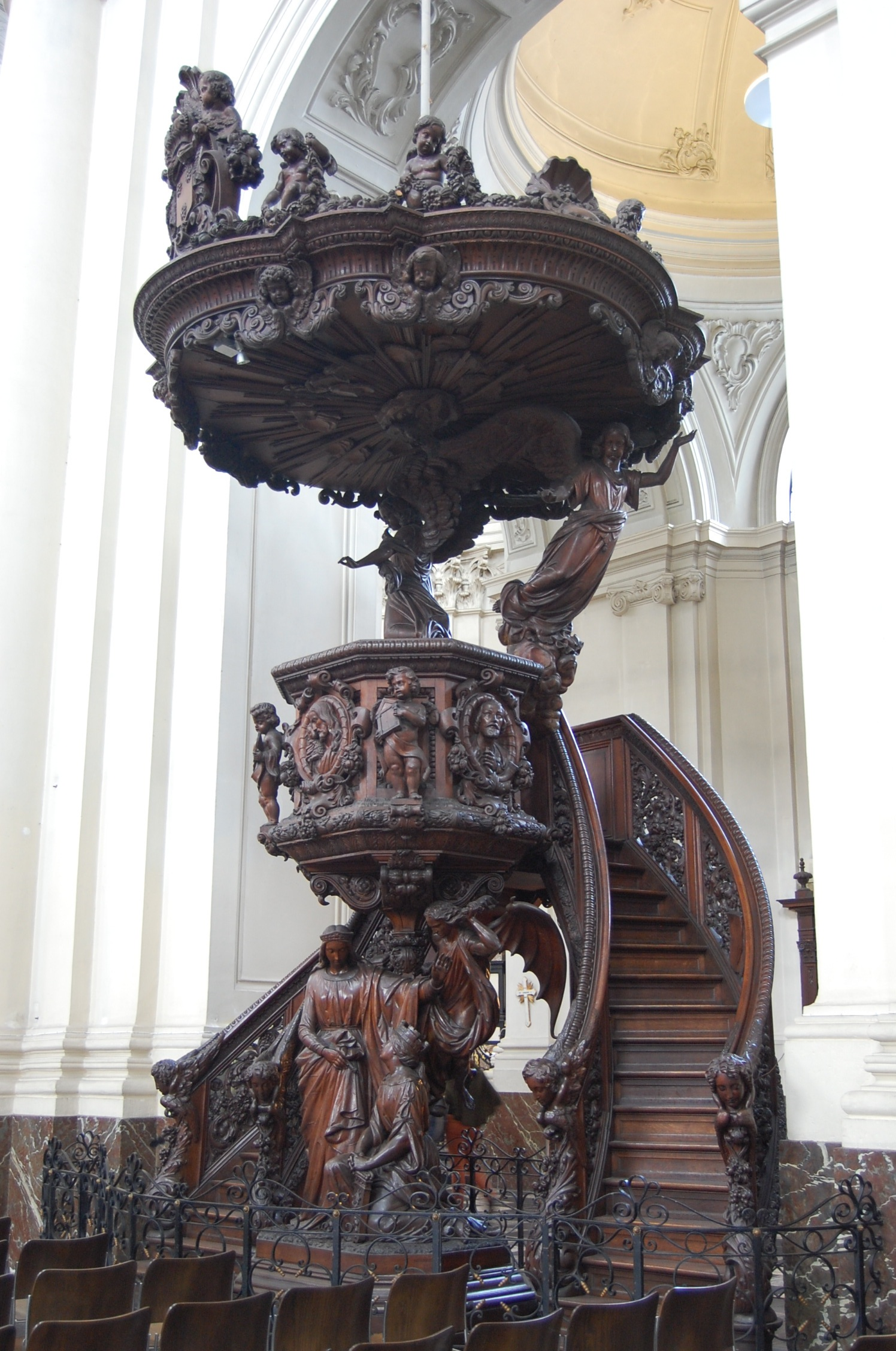
Chaire
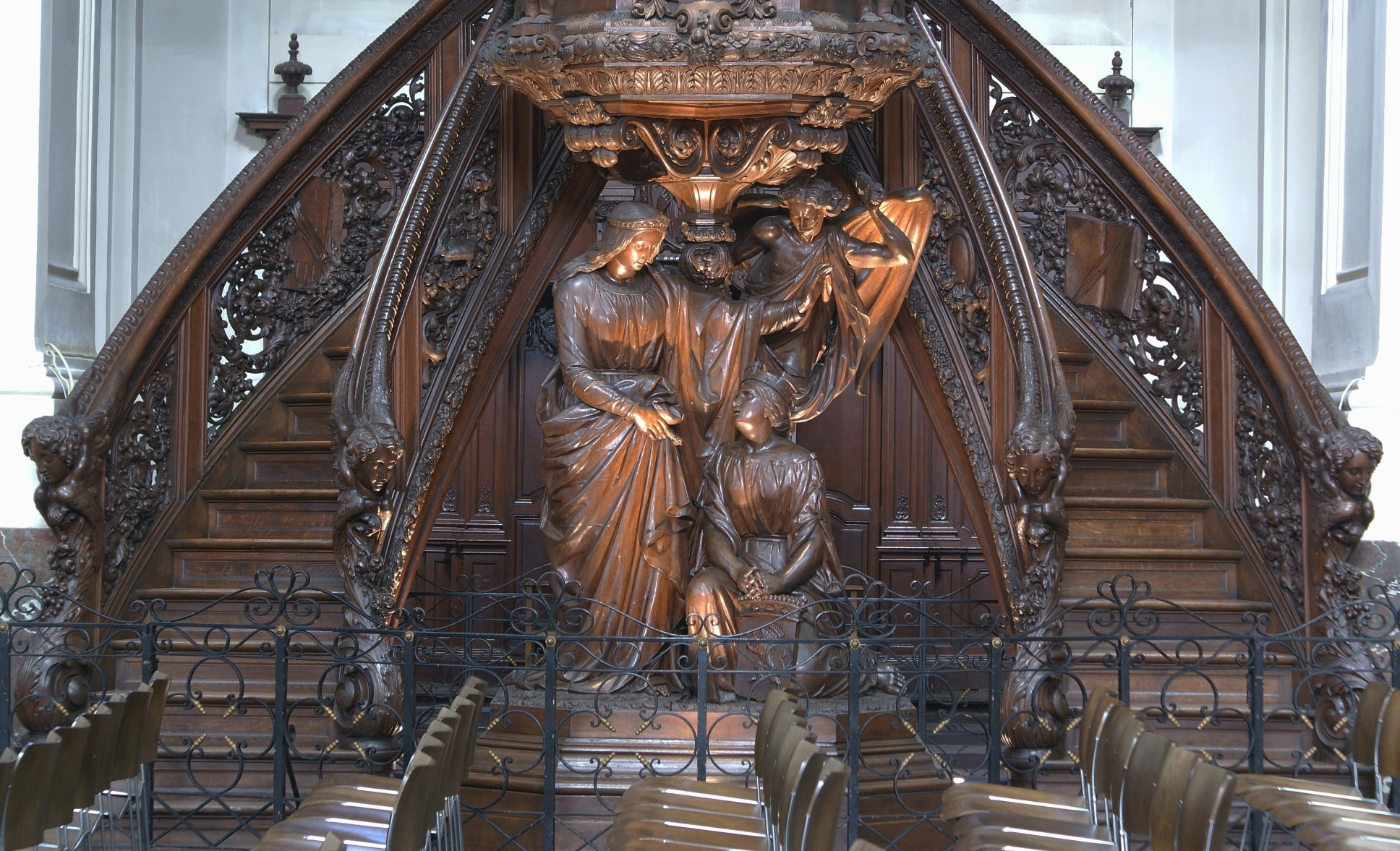
Détail de la chaire créée par Karel Geerts en 1848.

### Coupole
La coupole hémisphérique, qui surmonte la croisée du transept, repose sur un tambour percé de huit baies séparées par des colonnes corinthiennes géminées et sommées de frontons triangulaires. À l'intérieur, des pilastres remplacent les colonnes, mais les frontons sont toujours présents. Les baies et les pilastres reposent sur un entablement très simple. À l'extérieur, les colonnes sont prolongées sur le dôme par de puissantes nervures. Le tambour de la lanterne reproduit le même thème, avec huit baies séparées par des colonnes groupées par deux. La lanterne est couverte d'un toit à bulbe, lui-même surmonté par un globe doré soutenant une croix patriarcale. Cette croix a été démontée le 11 septembre 2012 pour des raisons de sécurité.

La coupole de l'intérieur
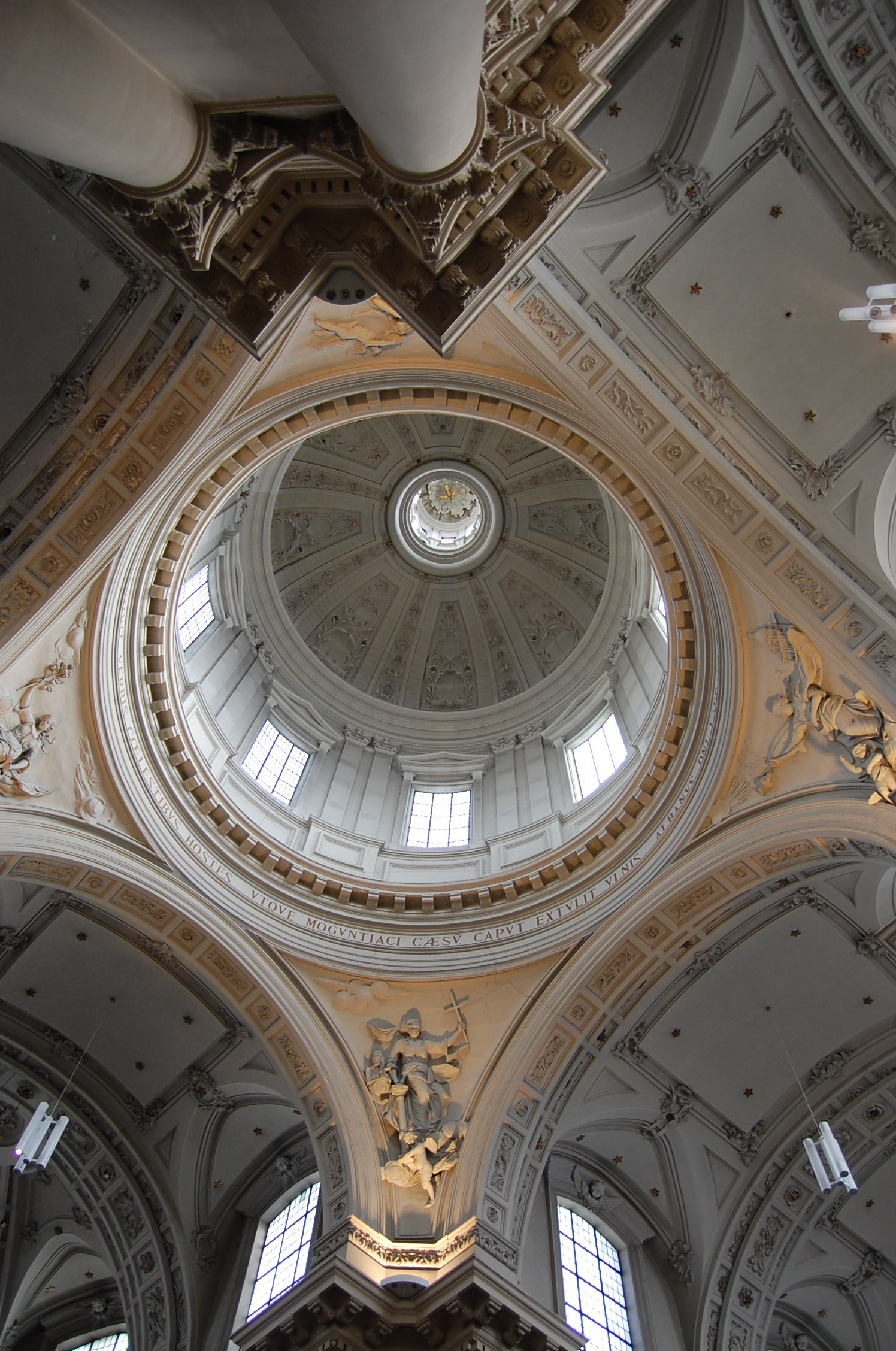
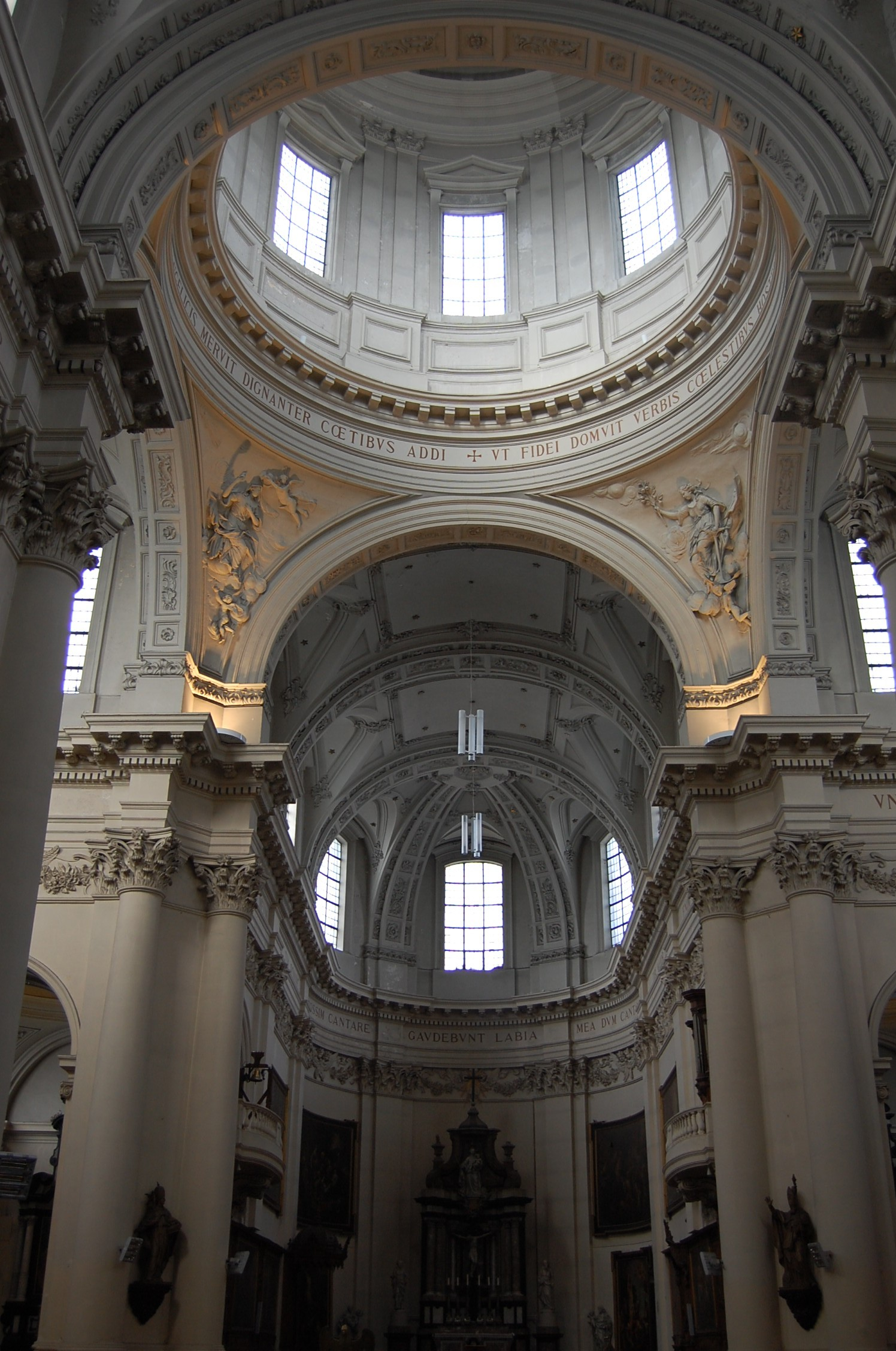

## Galerie

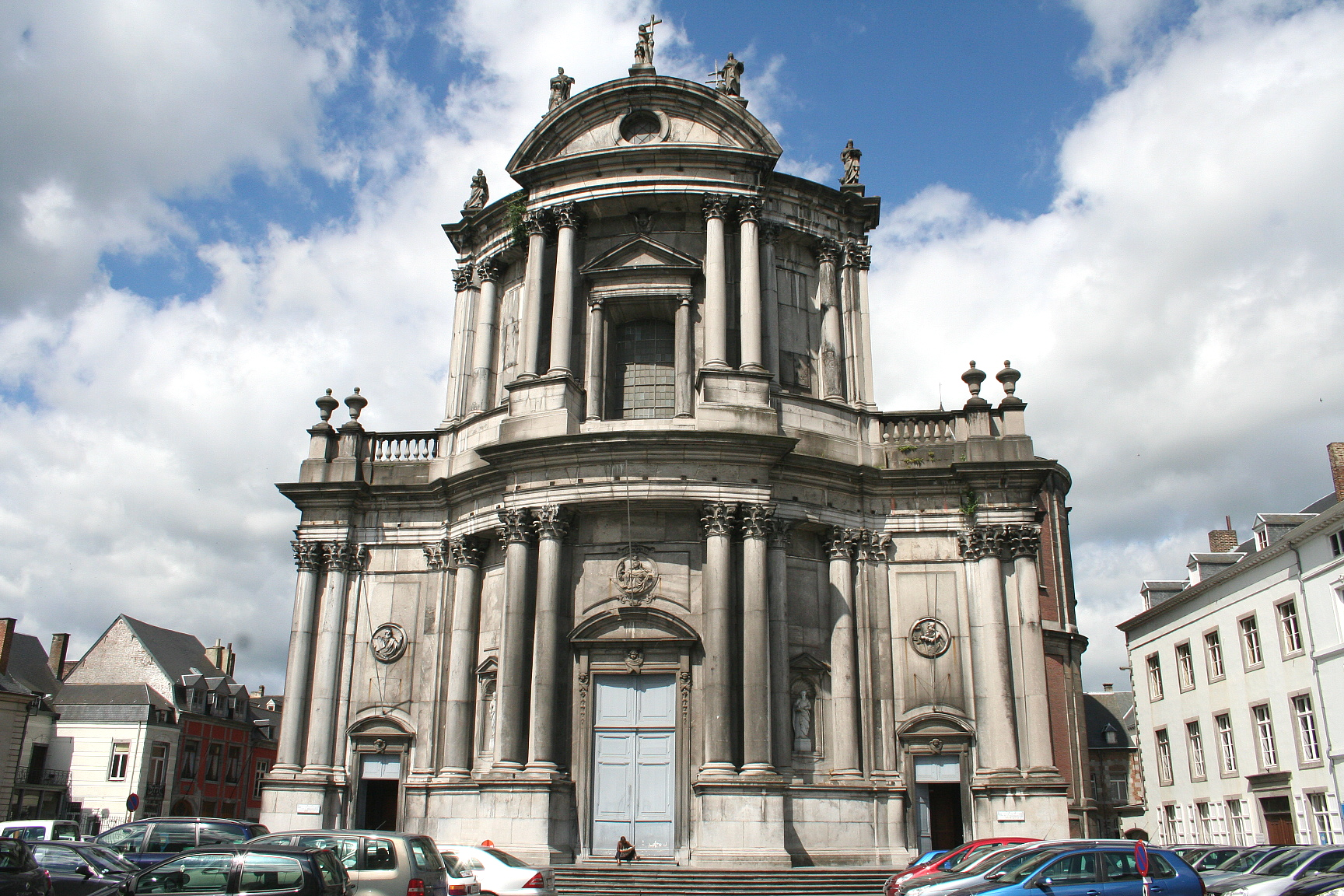
La façade depuis la place Saint-Aubain
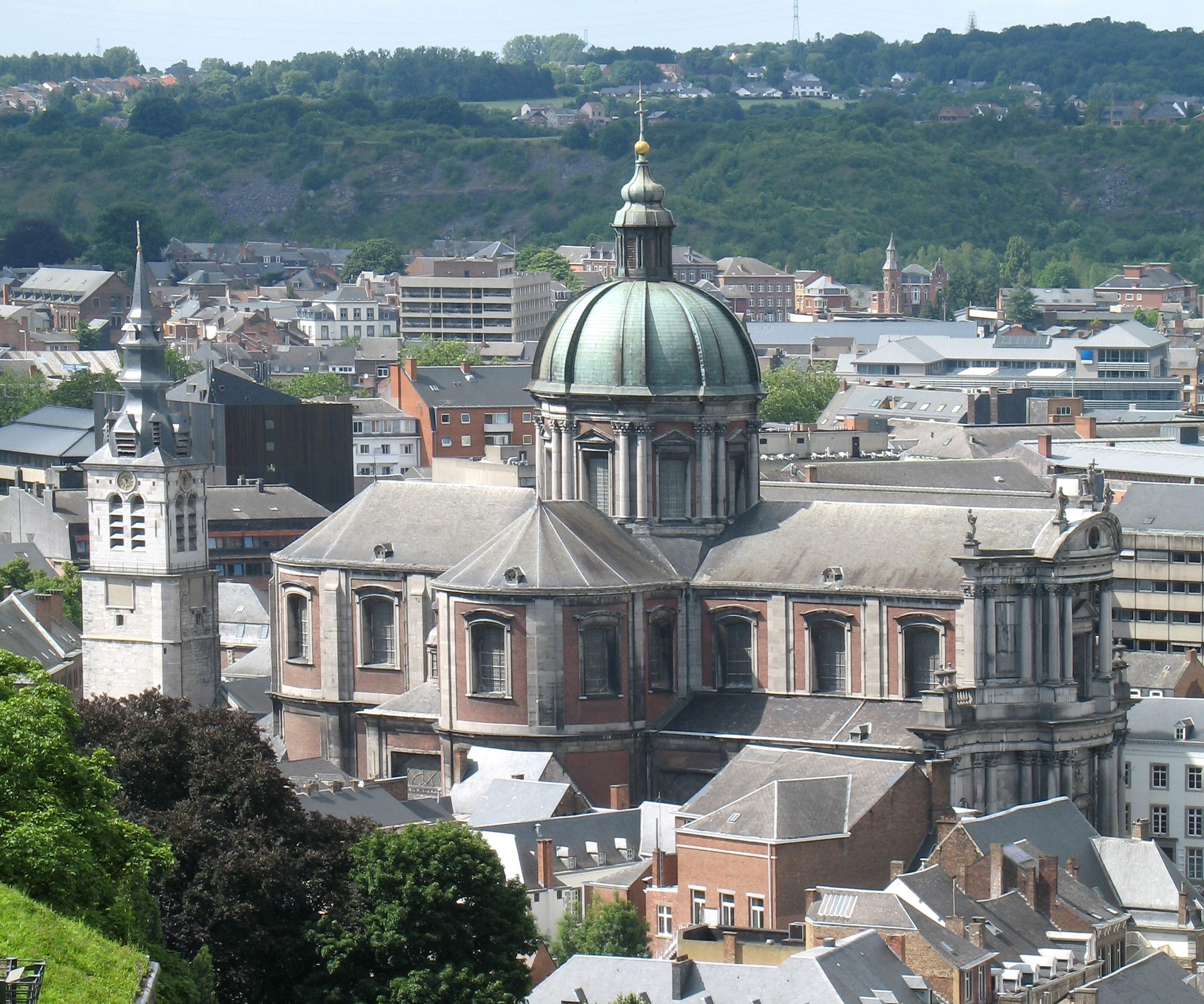
Vue depuis la citadelle de Namur
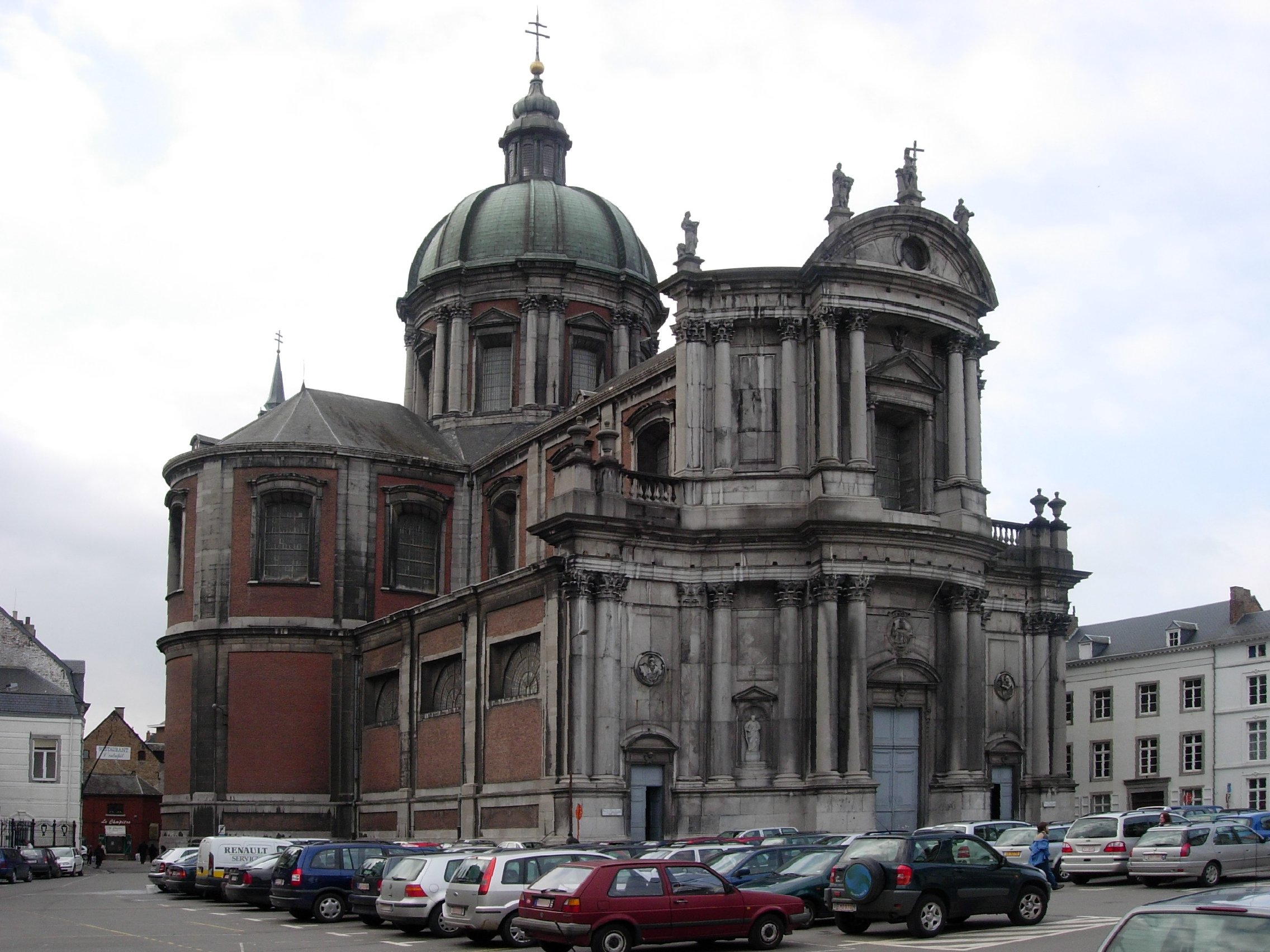
Vue depuis la place Saint-Aubain
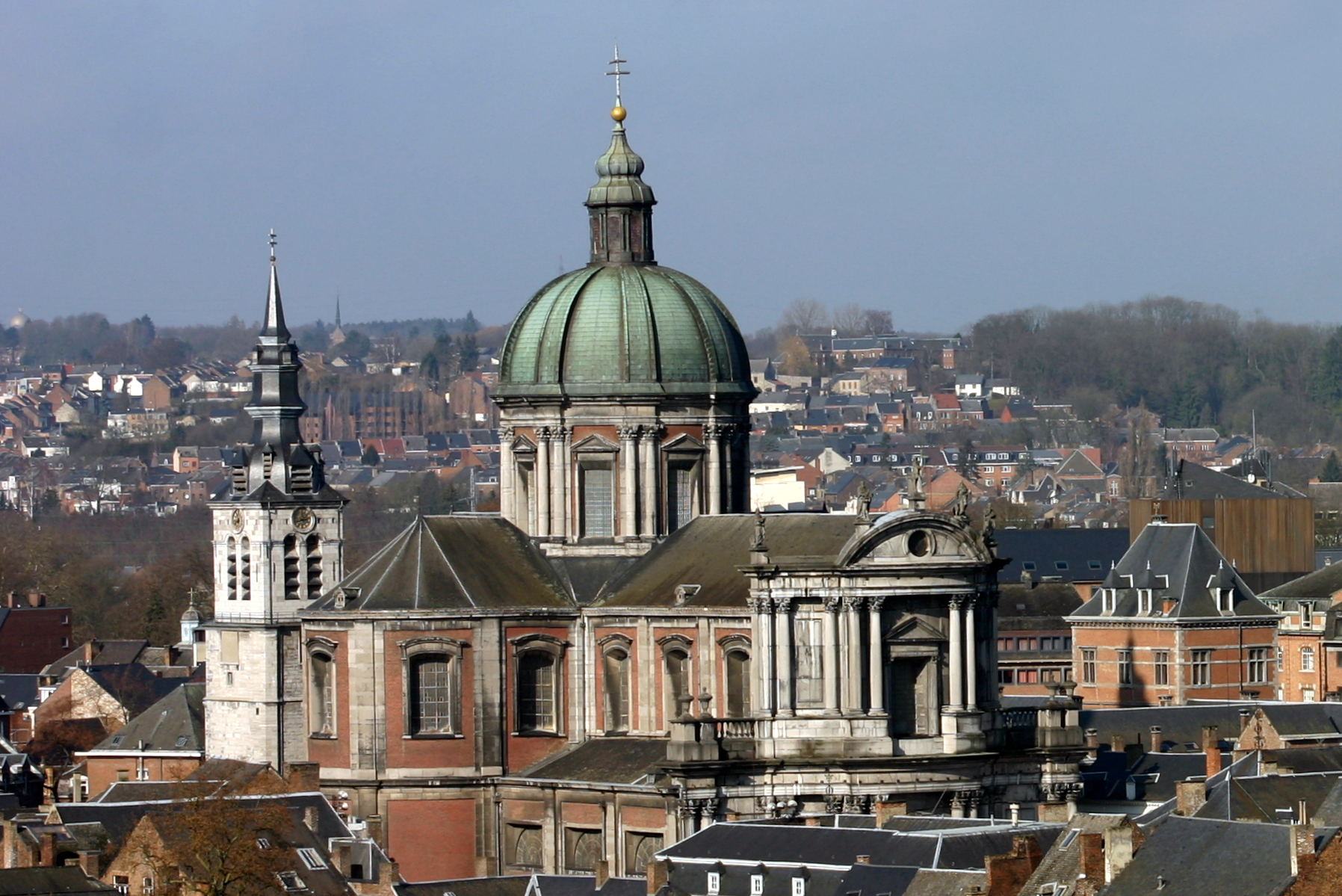
Vue en hauteur